# Fère-en-Tardenois
Fère-en-Tardenois és un municipi francès situat al departament de l'Aisne i a la regió dels Alts de França. L'any 2007 tenia 3.306 habitants. Hi va néixer l'escultora Camille Claudel (1864 - 1943).

## Demografia

### Població
El 2007 la població de fet de Fère-en-Tardenois era de 3.306 persones. Hi havia 1.324 famílies de les quals 412 eren unipersonals (148 homes vivint sols i 264 dones vivint soles), 416 parelles sense fills, 372 parelles amb fills i 124 famílies monoparentals amb fills.
La població ha evolucionat segons el següent gràfic:
Habitants censats

### Habitatges
El 2007 hi havia 1.514 habitatges, 1.345 eren l'habitatge principal de la família, 54 eren segones residències i 115 estaven desocupats. 971 eren cases i 533 eren apartaments. Dels 1.345 habitatges principals, 695 estaven ocupats pels seus propietaris, 614 estaven llogats i ocupats pels llogaters i 36 estaven cedits a títol gratuït; 27 tenien una cambra, 155 en tenien dues, 251 en tenien tres, 393 en tenien quatre i 519 en tenien cinc o més. 698 habitatges disposaven pel capbaix d'una plaça de pàrquing. A 643 habitatges hi havia un automòbil i a 400 n'hi havia dos o més.

### Piràmide de població
La piràmide de població per edats i sexe el 2009 era:
| Homes | Edats   | Dones |
| ----- | ------- | ----- |
| 0     | 95 o +  | 12    |
| 8     | 90 a 94 | 24    |
| 12    | 85 a 89 | 32    |
| 40    | 80 a 84 | 60    |
| 88    | 75 a 79 | 92    |
| 80    | 70 a 74 | 92    |
| 44    | 65 a 69 | 84    |
| 72    | 60 a 64 | 60    |
| 96    | 55 a 59 | 112   |
| 108   | 50 a 54 | 72    |
| 132   | 45 a 49 | 112   |
| 80    | 40 a 44 | 72    |
| 92    | 35 a 39 | 104   |
| 128   | 30 a 34 | 100   |
| 168   | 25 a 29 | 132   |
| 120   | 20 a 24 | 104   |
| 88    | 15 a 19 | 112   |
| 128   | 10 a 14 | 100   |
| 112   | 5 a 9   | 84    |
| 56    | 0 a 4   | 132   |

## Economia
El 2007 la població en edat de treballar era de 2.008 persones, 1.375 eren actives i 633 eren inactives. De les 1.375 persones actives 1.162 estaven ocupades (664 homes i 498 dones) i 213 estaven aturades (98 homes i 115 dones). De les 633 persones inactives 196 estaven jubilades, 173 estaven estudiant i 264 estaven classificades com a «altres inactius».

### Ingressos
El 2009 a Fère-en-Tardenois hi havia 1.348 unitats fiscals que integraven 3.203 persones, la mediana anual d'ingressos fiscals per persona era de 14.249 €.

### Activitats econòmiques
Dels 167 establiments que hi havia el 2007, 2 eren d'empreses extractives, 5 d'empreses alimentàries, 2 d'empreses de fabricació de material elèctric, 10 d'empreses de fabricació d'altres productes industrials, 10 d'empreses de construcció, 30 d'empreses de comerç i reparació d'automòbils, 5 d'empreses de transport, 14 d'empreses d'hostatgeria i restauració, 1 d'una empresa d'informació i comunicació, 14 d'empreses financeres, 16 d'empreses immobiliàries, 18 d'empreses de serveis, 23 d'entitats de l'administració pública i 17 d'empreses classificades com a «altres activitats de serveis».
Dels 47 establiments de servei als particulars que hi havia el 2009, 1 era una gendarmeria, 1 oficina de correu, 3 oficines bancàries, 1 funerària, 7 tallers de reparació d'automòbils i de material agrícola, 1 taller d'inspecció tècnica de vehicles, 2 autoescoles, 3 guixaires pintors, 3 lampisteries, 3 electricistes, 6 perruqueries, 2 veterinaris, 5 restaurants, 8 agències immobiliàries i 1 tintoreria.
Dels 16 establiments comercials que hi havia el 2009, 2 eren supermercats, 1 un supermercat, 1 una botiga de més de 120 m², 4 fleques, 1 una fleca, 1 una peixateria, 1 una llibreria, 1 una botiga de material de revestiment de parets i terra, 1 una perfumeria i 3 floristeries.
L'any 2000 a Fère-en-Tardenois hi havia 15 explotacions agrícoles que ocupaven un total de 796 hectàrees.

## Equipaments sanitaris i escolars
Els 2 equipaments sanitaris que hi havia el 2009 eren farmàcies.
El 2009 hi havia 1 escola maternal i 2 escoles elementals. Fère-en-Tardenois disposava d'un col·legi d'educació secundària amb 540 alumnes.

## Poblacions més properes
El següent diagrama mostra les poblacions més properes.